# Lijst van burgemeesters van Sint-Michielsgestel
Dit is een lijst van burgemeesters van de Nederlandse gemeente Sint-Michielsgestel in de provincie Noord-Brabant.
| Ambtsperiode                        | Naam burgemeester                             | Partij of stroming | Bijzonderheden                                |
| ----------------------------------- | --------------------------------------------- | ------------------ | --------------------------------------------- |
| 1810 - 1824                         | Jhr. Willem Arnold Alting Lamoraal von Geusau |                    |                                               |
| 1824 - 1846                         | Johannes Adrianus van Griensven               |                    |                                               |
| 1846 - 1850                         | Hendrik Immens                                |                    |                                               |
| 1850 - 1870                         | M. van de Westelaken                          |                    |                                               |
| 1870 - 1888                         | P.N. van Thiel                                |                    |                                               |
| 1889 - 1905                         | L. van de Westelaken                          |                    |                                               |
| 1906 - 1919                         | Jhr. Th.C.M. van Rijckevorsel (1868-1919)     |                    |                                               |
| 1919 - 1929                         | Theodoor (Th.G.A.M.) Spierings                |                    |                                               |
| 1929 - 16 juli 1941                 | A.P. Scheltus                                 |                    |                                               |
| 19 juli 1941 - 25 mei 1943          | H. Roelofsz                                   | extreem rechts     | waarnemend                                    |
| 25 mei 1943 - oktober 1944          | H. Roelofsz                                   |                    |                                               |
| 1944 - 1946                         | Franciscus Marinus Schellekens                |                    | waarnemend                                    |
| 1946 - 1959                         | Wilhelm Cornelis Antoon Francissen            |                    |                                               |
| 1959 - 1960                         | Louis (A.Th.J.H.) van Tuijl                   |                    | waarnemend, tevens burgemeester van Schijndel |
| 1960 - 1976                         | P.V.G.W. Kamerbeek                            |                    |                                               |
| 1 februari 1977 - 22 december 1983  | Hendrik Antonius Maeijer                      | KVP/CDA            |                                               |
| 1984 - 1989                         | Bob (R.Q.M.) Smits van Oyen                   | CDA                |                                               |
| 1 december 1989 - 30 september 2002 | Ger Schinck                                   | PvdA               |                                               |
| 1 oktober 2002 - 15 mei 2003        | Peter Mangelmans                              | VVD                | waarnemend                                    |
| 16 mei 2003 - 30 juni 2019          | Jan Pommer                                    | CDA                |                                               |
| 5 juli 2019 - 30 september 2023     | Han Looijen                                   | VVD                | [ 1 ]                                         |
| 1 oktober 2023 - 6 mei 2024         | Erik Ronnes                                   | CDA                | waarnemend                                    |
| 7 mei 2024 - heden                  | Eiko Smid                                     | CDA                | [ 3 ]                                         |